# かわべ天文台
かわべ天文台（かわべてんもんだい）は、和歌山県日高郡日高川町のかわべ天文公園内にある天文台である。
技術職員の退職により、プラネタリウムと観望会が実施できず、2014年12月より休止中。

## 概要
- 2008年度（平成20年度）より、日高川町教育委員会が直営している。
- 国内最大級の口径100 cmカセグレン式反射望遠鏡で、天体を観望することができる。また、天候により望遠鏡が使用できない場合はプラネタリウムの投影を行う。
- 金・土・日・祝日は、天文台を一般公開する観望会が実施される（午後7時 - 午後9時／大人:300円・高校生以下:200円）。これ以外の曜日については、宿泊者のみを対象とした観望会（午後8時 - 午後9時）が実施される。
- 休館日 - 月曜日、年末年始

## 年表
- 1996年6月16日：オープン[2][3]
- 2006年4月1日：財団法人日高川町ふるさと振興公社が管理受託[4]
- 2011年7月1日：株式会社共立メンテナンスが指定管理者として運営開始[5]
- 2014年4月1日：株式会社本家さぬきや[6]が指定管理者として運営開始[7]

## 機材
- 口径100 cmカセグレン反射望遠鏡（三鷹光器製、合成焦点距離10 m）[8]
- 太陽望遠鏡：口径76 mm（ボーグ製）2台[8]
- 太陽望遠鏡：口径100 mm（日高光学製）2台[8]
- 11 mのドーム内に90席のプラネタリウム（ミノルタプラネタリウム製）[9][10]

## アクセス
- 〒649-1443 和歌山県日高郡日高川町和佐2107-1
- 阪和自動車道（湯浅御坊道路）川辺ICまたは御坊IC